# まんがライフ
『まんがライフ』は、かつて竹書房が発行していた日本の月刊4コマ誌（4コマ漫画専門雑誌）。1984年9月17日創刊、2022年7月27日休刊。『ギャグダ』から改題されての創刊であった。発売日は毎月27日。定価は440円。B5判の中綴じ。共通雑誌コード：18635。

## 特徴・内容の傾向
元は『ギャグダ』（1981年9月1日創刊）というギャグ漫画誌であったが、後に『まんがライフ』に改名された。創刊号は1984年9月17日発売のの9月号。元々はギャグ色の強い雑誌であったが、1980年代後半からは下ネタも徐々に減っていき、竹書房の4コマ系雑誌の基幹誌としての立場を確立して行く。その後長らくファミリー向け4コマ誌として発行されていたが、1990年代末期から次第に青年向け4コマ誌へと方向転換していき、読者ターゲットを徐々に中高年から青年層（いわゆる「アニメ世代」と言われる、20 - 30歳代の世代）へと変更していく。現在では前述の青年男性向け作品に加えて、女性向けの作品も交えた誌面構成が中心となっており、同人誌世代、メディアミックス系漫画誌の分野で活躍している若手作家の作品も掲載されている。これに伴い、旧来のイメージの4コマ漫画は現在では一部の作家のものを除いてほぼ駆逐されている。
毎年1月号には魔夜峰央の「眠らないイヴ」がゲスト掲載されている。また、2002年と2003年には「新人マンガ家バトル」という新人発掘企画が行われ、第2回（2003年）ではむんこが「はじめてのおるすばん」で優勝した。その後は「ふたりでおるすばん」と改題し、時折ゲスト掲載している（改題の理由は同じタイトルのアダルトゲーム『はじめてのおるすばん』があったため。作者は同名のゲームの存在を知っており、意図的に同一タイトルで応募したが、受賞・不定期掲載が決まるとさすがにそのままではまずいと思ったため、「はじめての〜」から「ふたりで〜」に改題した、という逸話がある）。
兄弟誌として、『まんがライフオリジナル』、『まんがライフMOMO』のほか、『まんがくらぶ』（旧：まんがTV天才くらぶ）、『まんがくらぶオリジナル』（旧：まんがパロ野球ニュース→月刊スポコミ）がある。かつては『まんが4コマシスターズ』の様な成年向け4コマ誌も存在した。
2020年6月号より、『まんがくらぶ』と統合（統合直前の雑誌では「『まんがくらぶ』を本誌と統合の上、『まんがライフ』に改称」と告知）され、発売日も17日から27日に変更された。末期の『まんがくらぶ』の特徴を引き継ぎ、表紙及び巻頭カラーを務める作品が月ごとに入れ替わるようになった。
2022年6月27日発売の8月号で休刊が発表され、7月27日発売の9月号をもって休刊となった。

### 付録小冊子
2005年9月号から3ヶ月間は袋とじで「まんがライフ+」という小冊子を、完全描き下ろしの同人誌として付録した。これは4コマ漫画誌としては初の試みであり、評判を呼んだ。ただ、この機会に290円だった定価が小冊子企画時の350円を経て300円に引き上げられた。以後、竹書房は他誌でも同様に小冊子を添付し、一時的に価格を引き上げた次の号の定価を「特別定価」と称して従来の定価より高めに設定し、数ヶ後に定価として定着させる、という方法で予告なく定価を引き上げる手法を採るようになった。そのため「小冊子が出る＝値上げ」という図式が定着しつつある。
- 「まんがライフ+ vol.1 自作パロディ編」（2005年9月号付録）
- 「まんがライフ+ vol.2 作者とりかえっこ編」（2005年10月号付録）
- 「まんがライフ+ vol.3 私のマニア道編」（2005年11月号付録）
- 「別冊まんがくらぶオリジナル」（2006年9月号付録）
- 「別ラ Volume.01 コミックエッセイ生活」（2007年10月号付録）
- 「エッセイ読本 Volume.02 ライフの手帳」（2008年6月号付録）
- 「エッセイ読本 Volume.03 まるごと神仙寺ほんぽ」（2008年12月号付録）

## 表紙の変遷
4コマ誌においては、他のジャンルの漫画雑誌と異なり、メインとなる表紙イラストが1名の作家によって複数月連続して担当される、という特徴がある。また、竹書房の同種雑誌の場合は通常、表紙は巻頭カラー作品と同一であり、文字どおり看板作品である。ここでは、本誌の表紙イラストを担当していた作家・作品と、その担当していた期間を記す。2020年6月号からは、末期の『まんがくらぶ』同様、月ごとに表紙作品が変わるようになった。
1. 植田まさし（フリテンくん）（1984年11月号 - 1994年12月号）
2. 植田まさし（にこにこエガ夫）（1995年1月号 - 1995年7月号）
3. 臼井儀人（スーパー主婦月美さん）（1995年8月号 - 1996年11月号）
4. 田島みるく（本当にあった愉快な話）（1996年12月号 - 1997年9月号）
5. 南ひろ子（なっちゃんはね!?）（1997年10月号 - 1998年6月号）
6. 丹沢恵（トラブルカフェ!）（1998年7月号 - 2003年8月号）
7. 後藤羽矢子（耕して♥フォーリンLOVE）（2003年9月号 - 2006年4月号）
8. 神仙寺瑛（動物のおしゃべり♥）（2006年5月号 - 2009年7月号）
9. 樹るう（ポヨポヨ観察日記）（2009年8月号 - 2009年9月号）
10. 神仙寺瑛（動物のおしゃべり♥）（2009年10月号 - 2020年5月号）
11. 当該号の巻頭カラーの作品（表紙作品の固定化中止）（2020年6月号 - 現在）

## 休刊時に連載されていた作品
2022年7月27日（2022年9月号）。
| 作品名                                 | 作者（作画） | 原作など | 開始号       | 備考 |
| -------------------------------------- | ------------ | -------- | ------------ | --- |
| なっちゃんはね!?                       | 南ひろこ     | －       | 1996年××月号 | 2008年03月号以降、休載中 |
| 新フリテンくん                         | 植田まさし   | －       | 2001年01月号 | 2002年03月号までは「フリテンくん」 →『まんがライフオリジナル』へ移籍                                                                              |
| 眠らないイヴ                           | 魔夜峰央     | －       | 2002年01月号 | クリスマスゲスト 以降、毎年01月号(2008年のみ10月号にも)掲載                                                                                       |
| 動物のおしゃべり♥                      | 神仙寺瑛     | －       | 2005年07月号 | 『まんがライフオリジナル』にて並行連載 2005年04月号にゲストとして読切掲載 2009年08月号 - 09月号まで休載期間あり →『まんがライフオリジナル』へ移籍 |
| スパロウズホテル                       | 山東ユカ     | －       | 2008年12月号 | 2006年07月号・2008年07月号にゲストとして読切掲載 →『まんがライフオリジナル』へ移籍                                                                |
| めんつゆひとり飯                       | 瀬戸口みづき | －       | 2017年02月号 | →『エッセイささくれーる』へ移籍 |
| だもんで豊橋が好きって言っとるじゃん!  | 佐野妙       | －       | 2019年01月号 | →『まんがライフオリジナル』へ移籍 |
| 旅するように暮らしたい                 | 胡桃ちの     | －       | 2019年03月号 | →『まんがライフWIN』へ移籍 |
| 醍鹿館のシェアメイト                   | おーはしるい | －       | 2020年02月号 | →『まんがライフオリジナル』へ移籍 |
| チート転生した猫は嫁の膝で丸くなりたい | 樹るう       | －       | 2020年06月号 | →『まんがライフオリジナル』へ移籍 |
| 奥さまはアイドル♥                      | 師走冬子     | －       | 2020年06月号 | 『まんがくらぶ』より移籍 |
| 高尾の天狗とミドリの平日               | 氷堂リョージ | －       | 2020年06月号 | 『まんがくらぶ』より移籍 |
| 晴れのちシンデレラ                     | 宮成楽       | －       | 2020年06月号 | 『まんがくらぶ』より移籍 →『まんがライフオリジナル』へ移籍                                                                                        |
| リコーダーとランドセル                 | 東屋めめ     | －       | 2020年06月号 | 『まんがくらぶ』より移籍 『まんがライフオリジナル』にて並行連載 →『まんがライフオリジナル』へ移籍                                                 |
| 恋愛感情のまるでない幼馴染漫画         | 渡井亘       | －       | 2020年06月号 | 『まんがくらぶ』より移籍 →『まんがライフオリジナル』へ移籍                                                                                        |
| のみじょし                             | 迂闊         | －       | 2020年07月号 | 『まんがくらぶ』より移籍 隔月連載 『まんがライフオリジナル』にて並行連載 →『まんがライフオリジナル』へ移籍                                        |
| 他人には見えないお料理の先生           | 榊こつぶ     | －       | 2021年08月号 | →『ストーリアダッシュ』へ移籍 |
| 毒を喰らわば皿までも？                 | 松阪         | －       | 2021年10月号 | →『まんがライフオリジナル』へ移籍 |
| 憧れの騎士様が、じいやだなんて言えない | まどろみ太郎 | －       | 2022年03月号 | スライド連載 →『まんがライフWIN』へ移籍 |
| みこどもえ                             | 吉良さゆり   | －       | 2022年06月号 | →『まんがライフオリジナル』へ移籍 |

### 企画
- ねこごよみ（さわだまこと、2005年8月号 - ）
- 古都里泉美のHOROSCOPE（古都里泉美、イラスト・大橋つよし）
- 読者投稿ページ「ライフ＠コミュ」（2012年10号より、扉絵および4コマ漫画はハトポポコ）
- きのこ木下のマンガ名作イッキ読み!
- ひまつぶし4コマ（山本さほ、2015年3月号 - ）※目次ページに連載

## 過去に連載されていた主な作品
連載開始号の古い順

### ギャグダ
- フリテンくん（植田まさし、1981年9月号 - xxxx年x月号）→『まんがライフ』へ
- バカが行く（谷岡ヤスジ、1981年9月号 - xxxx年x月号）
- クロス・オーバー笑（はらたいら、1981年9月号 - xxxx年x月号）
- ホイホイ白書（芳井一味、1981年9月号 - xxxx年x月号）→『まんがライフ』へ
- ムラサキ（あべこうじ、1981年9月号 - xxxx年x月号）
- ミスターごっと（山松ゆうきち、1981年12月号 - xxxx年x月号）
- サウルス平原（宍倉ユキオ、1981年12月号 - xxxx年x月号）
- ネ暗トピア（いがらしみきお、1982年x月号 - xxxx年x月号）
- カッペ893（田村信、1983年x月号 - xxxx年x月号）

### まんがライフ
- フリテンくん（植田まさし、1984年11月号 - 1994年x月号）
- ホイホイ白書（芳井一味、1984年11月号 - 198x年x月号）
- くりこの日めくりカレンダー（寺島令子、1985年頃？ - 2009年7月号）
- ポッキーくん（田中しょう、xxxx年x月号 - 1997年x月号）※コミックス全13巻
- 泣くな! 田中くん（タナカヒロシ、xxxx年x月号 - xxxx年x月号）
- 超家族 親子どんぶり（土田よしこ、xxxx年x月号 - xxxx年x月号）※ショートストーリー
- だってLサイズ（むらかみけいじ、xxxx年x月号 - xxxx年x月号）
- 課長! 出番です（しばたあきら、xxxx年x月号 - xxxx年x月号）
- 大部屋刑事 ワッパ君（平ひさし、xxxx年x月号 - xxxx年x月号）
- ゴキゲンわかなさん（赤座ひではる、xxxx年x月号 - xxxx年x月号）
- 白衣のテンちゃん（やまだ三平、xxxx年x月号 - xxxx年x月号）
- ぼのぼの（いがらしみきお、1986年4月号 - 2022年8月号）
- ぼくの好きなユッコ先生（川端一生、1986年6月号 - xxxx年x月号）
- とーこん家族（よしもとあきこ、1988年x月号 - 1996年x月号）※『まんがライフオリジナル』に短期間並行連載の後移籍、コミックス既刊2巻
- 愛しのデブリン（川端一生、xxxx年x月号 - 1996年x月号）
- ときめきカップル（窪田まり子、xxxx年x月号 - 1996年x月号）※コミックス全1巻
- お菓子な家族（胡桃ちの、xxxx年x月号 - 1996年x月号）※コミックス全2巻
- 極楽ゴハン（たけだみりこ、xxxx年x月号 - 1997年x月号）※ショートストーリー
- オバタリアン（堀田かつひこ、xxxx年x月号 - 1998年x月号）
- 本当にあった愉快な話（田島みるく、1995年x月号 - 2006年3月号）
- にこにこエガ夫（植田まさし、1995年x月号 - 1999年x月号）
- シロと歩けば（内田かずひろ、1995年x月号 - 2001年x月号）※コミックス全3巻+『シロと歩けばワン!』
- いきなりドンちゃん（森村あおい、199x年x月号 - 2002年x月号）
- スーパー主婦月美さん（臼井儀人、199x年x月号 - 2003年5月号）
- だってヤンママ（すみれいこ、1996年1月号 - 2017年5月号）※『まんがライフオリジナル』にて並行連載（終了）
- 今日のおススメ!（新田朋子、1996年x月号 - 2005年6月号）
- かいしゃいんのメロディー（大橋ツヨシ、1996年x月号 - 2002年x月号）
- トラブルカフェ!（丹沢恵、1996年x月号 - 2005年9月号）※コミックス全8巻
- ホンマでっせお客さん!!（村上たかし、1996年x月号 - 2000年x月号）
- 二人が一番♥（窪田まり子、1997年9月号 - 2006年9月号）
- どちらまでっ♡（野中のばら、1997年x月号 - 2002年x月号）
- まりこの恋人（吉田美紀子、1997年x月号 - 2003年3月号）
- まかして☆大阪嬢（胡桃ちの、199x年x月号 - 2001年4月号）
- せんせいとわたし（小笠原朋子、1998年x月号 - 2004年8月号）※コミックス全2巻+『せんせいとわたしWedding!』
- 街のマリアージュ（森雅之、1998年x月号 - 2002年1月号）※ショートストーリー
- しましまへようこそ♡（なりゆきわかこ、1998年x月号 - 2003年6月号）
- 猫の手貸します!（さんりようこ、1999年x月号 - 2002年12月号もしくは2003年1月号・2003年10月号 - 2004年10月号）
- のほほんのりさん（森真理、1999年x月号 - 2002年x月号）
- ムテキのOL!!神取つばさ（森田フミゾー、1999年x月号 - 2002年x月号）
- 美形という名の課長（三ヶ田りこ、1999年x月号 - 2003年5月号）
- Good Morning ティーチャー（重野なおき、1999年10月号 - 2012年6月号）※『まんがくらぶオリジナル』に統合後、終了
- どきどき姉弟ライフ（後藤羽矢子、1999年12月号 - 2003年5月号）
- てけてけマイハート（竹本泉、2000年2月号 - 2012年2月号）※ショートストーリー、毎年12月号は休載
- フリテンくん2000（植田まさし、2000年x月号 - 2000年12月号）
- こちら猫目屋営業中（よしもとあきこ、2000年x月号 - 2001年x月号）
- ぽけっとタマちゃん（いでえいじ、2000年x月号 - 2004年1月号）
- シャタクな生活（奥谷かひろ、2000年11月号? - 2004年1月号）
- ショッピングの女王（原作：中村うさぎ、作画：森島明子、2000年12月号? - 2005年12月号）
- わく♥わくワーキング（おーはしるい、2001年4月号 - 2019年11月号） ※旧名は「わくわく♥ワーキング」
2004年11月号 - 2005年1月号まで休載期間あり
- ねこみみはうす（胡桃ちの、2001年5月号 - 2002年x月号）
- ビターハート・シュガーコート（有間しのぶ、2001年5月号 - 2002年x月号）
- とびだせ漂流家族（小坂俊史、2001年5月号 - 2003年7月号）
- だめっこどうぶつ（桑田乃梨子、2001年11月号 - 2020年6月号）
- ときめきももいろハイスクール（笹野ちはる、2002年5月号 - 2006年11月号）※『まんがライフMOMO』にて並行連載（終了）
- PaPaPaパラダイス（胡桃ちの、2002年7月号 - 2011年9月号）
- ぼくの家庭教師（師走冬子、2002年10月号 - 2004年9月号）
- もてもてねーちゃん（有元美保、2002年4月号ゲスト・2003年3月号 - 2008年1月号）
- 大正まろん♥（たかまつやよい、2003年3月号 - 2005年4月号）
- 貴美tallest→貴美TALLEST（美月李予、2002年4月号ゲスト・2003年5月号 - 2009年1月号）※2004年8月号より改題、『まんがライフオリジナル』に統合後、終了
- いとしのMYハニー♥→いとしのMYハニー（鈴木ぺんた、2002年12月号ゲスト・2003年4月号 - 2007年5月号）※2007年2月号より♥なし
- どーする!?わんこ（那州雪絵、2003年3月号ゲスト・6月号 - 2009年10月号）
- 裸眼でGO!（吉田美紀子、2003年4月号 - 2016年1月号）※『まんがライフMOMO』にて並行連載（終了）
- 耕して♥フォーリンLOVE（後藤羽矢子、2003年4月号ゲスト・6月号 - 2006年9月号）
- はりきりPaper Boys（忠臣蔵之介、2003年10月号 - 2005年2月号）
- ひるまサン。（真伊藤→真伊東、2003年9月号ゲスト・11月号 - 2005年10月号・2006年3月号ゲスト）※2004年9月号より作者改名
- ナオミの連れてけ甲子園!!（川島よしお、2003年8月号ゲスト・12月号 - 2006年11月号）
- パペットマペットのこちら珍獣部屋!!（パペットマペット、2003年x月号 - 2006年9月号）
- ななこまっしぐら!（小池恵子、2004年3月号にゲスト・2004年7月号 - 2020年4月号）
- ポヨポヨ観察日記（樹るう、2004年4月号、7月号ゲスト・9月号 - 2013年4月号・休載中だが2015年2月号、4月号にゲスト扱いで掲載）※『まんがライフMOMO』の並行連載は継続（完結）
- あしたも嵐!（小笠原朋子、2004年9月号 - 2006年12月号）
- 北池袋かすみ荘（柴門ふみ・坂井恵理、2004年11月号 - 2006年5月号）※隔月連載、ストーリー形式
- ラブラブ愛してる♥（牛乳リンダ、2004年10月号ゲスト・2005年1月号 - 2007年2月号）※2007年2月号のみ「ラブラブ愛してる」
- お目覚め!メグちゃん（新田朋子、2005年7月号 - 2006年8月号）
- うわの空チュ→トリアル（みずしな孝之、2005年10月号 - 2014年7月号）
- いつも心に南風（丹沢恵、2005年10月号ゲスト・12月号 - 2007年5月号）
- モエちゃんはミドルネーム（こぐま杏、2005年12月号ゲスト・2006年2月号 - 2007年7月号）
- よいこのしごと（まがりひろあき、2005年12月号ゲスト・2006年6月号 - 2011年2月号）
- 課長と呼ばないで♥→課長と呼ばないで（ちはやいくら、2006年2月号ゲスト・7月号 - 2009年6月号）※2007年2月号より「♥」なし
- およめに鬼嫁（竹林げつ、2006年1月号ゲスト・4月号 - 6月号連続ゲスト・10月号 - 2007年12月号）
- プアプアLIPS（後藤羽矢子、2006年11月号 - 2012年11月号）
- お父さんは年下♥（北条晶、2006年6月号・11月号ゲスト、2007年2月号 - 2011年2月号）※『まんがライフMOMO』にて並行連載（終了）
- おきらくごくらくデブ猫生活♥（ビビック、2007年1月号・2月号 - 2014年12月号）※単発企画「気が付けばデブ猫」改題（写真4コマ）
- こけももさん（なかしまゆみこ、2007年1月号ゲスト・3月号 - 2010年12月号）※livedoorデイリー4コマより参入
- あゆみフルスロットル!!（マシュー麻咲→マシュー正木、2007年2月号ゲスト・4月号 - 2009年7月号）※2007年8月号より作者改名
- ウチへ行こうよ!（小笠原朋子、2007年3月号ゲスト・6月号 - 2008年12月号・2009年5月号ゲスト）
- ただいま!（丹沢恵、2007年7月号ゲスト・10月号 - 2009年8月号）
- チェンジアップ!（秋吉由美子、2007年10月号ゲスト・2008年1月号 - 2013年5月号）
- ハレハレなおくん（ナカタニD.、2008年2月号 - 2014年10月号）※ショートストーリー
- 野獣女子高生（吉田仲良、2007年12月号交流戦ゲスト・2008年8月号ゲスト・11月号 - 2013年5月号）※livedoor デイリー4コマより参入、デイリー4コマにて並行連載（終了）
- 田中さんちの白米ちゃん（池尻エリクソン、2009年8月号ゲスト・10月号 - 2013年5月号）※第2回livedoorデイリー4コマ Y-1グランプリ準グランプリ「ごはん擬人化計画 田中さんちの食卓」（デイリー4コマ→デイリー4コマ2ndにて連載）を改題、『まんがくらぶ』にて並行連載（終了）
- かてきょん（あづま笙子、2010年2月号ゲスト・5月号 - 2014年9月号）
- ニワトリ様とアシ嫁な私（谷口未紗、2010年3月号 - 4月号ゲスト、8月号 - 2012年10月号）
- キャバはじめました（忍田鳩子、2010年4月号ゲスト、2010年06月号 - 2020年5月号）
- ギンダラとキンメダイ（渡辺伊織、2009年12月号、2010年5月号ゲスト・2010年7月号 - 2013年10月号）※livedoorデイリー4コマ Y-1グランプリより参入
- おわらいおん（たんたん 原作：カネシゲタカシ、2010年8月号 - 2014年12月号）※絵本風の1ページ作品
- お姉ちゃんが来た（安西理晃、2010年12月号 - 2020年8月号）
- カタコイ・カノン（胡桃ちの、2011年11月号 - 2016年3月号）
- やねうらの彼女（北条晶、2011年4月号・8月号 - 10月号ゲスト、2012年1月号 - 2013年11月号）
- がーでん姉妹（竹本泉、2012年3月号 - 2020年7月号）※ショートストーリー
- うり×うり×うり!（うりみっつ）（赤穂老師、2012年2月号ゲスト、8月号 - 2013年12月号）
- おじょじょじょ（クール教信者、2012年8月号 - 10月号ゲスト、2012年12月号 - 2017年6月号）
- ちゅーちゅーブレインわーるどS（海月れおな、2012年11月号ゲスト、2013年1月号 - 2015年8月号）
- となりのエロチカちゃん（後藤羽矢子、2013年1月号 - 2017年2月号）
- ポイズンガール（瀬野反人、2012年10月号ゲスト、2013年2月号 - 2016年6月号）
- ウリとツメ（佐野妙、2012年12月号ゲスト、2013年3月号 - 2017年3月号）
- 紡木さん家（ち）の場合（碓井尻尾、2012年12月号ゲスト、2013年06月号 - 2019年2月号）
- ナノレンジャー（渡辺伊織、2013年11月号 - 2016年7月号）
- 制服あばんちゅーる（伊丹澄一 原作：さぬいゆう、2014年2月号 - 2015年6月号・7月号に過去作再掲を経て以後休載）※『まんがライフSTORIA』にて並行連載（完結）、ショートストーリー
- たばたちゃん派（みずしな孝之、2014年10月号 - 2016年5月号）※『まんがくらぶオリジナル』→『まんがライフオリジナル』にて並行連載
- すずなの恋（あづま笙子、2014年10月号 - 2017年10月号）
- ミケさんは役に立たない!?（藤丘ようこ、2015年1月号 - 2016年4月号）※『まんがくらぶオリジナル』2014年8月号 - 9月号ゲストを経て連載
- うしろのご先祖さま（勇人、2015年2月号 - 2016年10月号）※『まんがくらぶオリジナル』より移籍
- さかな&ねこ（森井ケンシロウ、2015年02月号 - 2020年5月号）※『まんがくらぶオリジナル』より移籍すると共に竹書房4コマ各誌にて並行連載
- 化野（あだしの）さんはすでに死んでる。（晴瀬ひろき、2015年10月号ゲスト、2015年12月号 - 2017年9月号）
- 白衣さんとロボ（柴、2015年10月号 - 12月号ゲスト・2016年2月号 - 2019年9月号）
- ホラーハウスは内（なか）より裏が怖い（胡桃ちの、2016年4月号 - 2019年1月号）
- ファーストクラスニートましろ（えきあ、2016年6月号 - 10月号、2016年12月号 - 2017年2月号短期集中連載、2017年7月号 - 2019年2月号）
- 眠り姫と起こさない王子（渋谷一月、2016年12月号 - 2019年8月号）
- マンドラさんとヒト科たち（ほずの都、2017年6月号 - ）
- 大神先生は鼻がキく（佐野妙、2017年7月号 - 2018年9月号）
- アスクミ先生に聞いてみた（後藤羽矢子、2017年7月号 - 2021年6月号）
- 四ッ谷姉妹は相容れない（瀬川あべる、2018年3月号 - 2018年7月号）
- 夜のメイドさん（あづま笙子、2018年2月号ゲスト・2018年6月号 - 2020年1月号）
- 成仏するにはまだ早い!（飴色みそ、2018年9月号ゲスト・2018年11月号 - 2020年4月号）
- ますたーあっぷ!（原作：仁藤砂雨、作画：湧井想太、2019年7月号 - 2021年11月号）
- オルタナティブメランコリー（渋谷一月、2020年2月号 - 2021年8月号）
- 俺だけは八木坂さくらを好きにならない（季野このき、2020年3月号 - 2022年8月号）
- L△L△L（とく村長、2020年6月号 - 2020年7月号）※『まんがくらぶ』より移籍
- おまわりさんと悪女ちゃん（まどろみ太郎、2020年6月号 - 2021年11月号）※『まんがくらぶ』より移籍
- 猫俣社長とちまりちゃん（ヒャク、2020年6月号 - 2020年11月号）※『まんがくらぶ』より移籍
- 見上げるあなたと星空を（とこみち、2020年6月号 - 2020年8月号）※『まんがくらぶ』より移籍
- 有閑みわさん（たかの宗美、2020年6月号 - 2022年2月号）※『まんがくらぶ』より移籍
- 若旦那はザンネン。（小池定路、2020年6月号 - 2021年7月号）※『まんがくらぶ』より移籍

- 東京チープライフ（すみれいこ、xxxx年x月号 - 1995年12月号）
- どり〜んあっちゃん（あっきう、xxxx年x月号 - 2004年6月号）

### 企画
- 夫婦ふしぎ発見!!（村上たかし&佳代、199x年x月号 - 2003年8月号）
- イタチのお松っつあん（蘭東ナミコ、199x年x月号 - 2002年x月号）
- 荒井清和の4コマワイドショー（荒井清和、2000年7月号 - 2014年1月号）※目次ページに連載
- 誌上法律相談『女神のお告げ』（川水美穂子、2000年12月号? - 2001年1x月号）
- ももた、映画みますた。（なかはら★ももた、2002年10月号 - xxxx年x月号）
- やえちゃんの楽しいガーデニング教室♥（藤田智監修、2003年11月号 - 2006年4月号）
- だめっこしんぶん（2004年12月号 - 2005年7月号）
- ペットのおしゃべり♥（神仙寺瑛、2006年6月号 - 2014年12月号）※読者投稿
- 根本はるみのなちゅらるぴーす（根本はるみ、2007年10月号 - xxxx年x月号）
- COLUMN EXPRESS
  - 桃井はるこのももいでライフ♥（桃井はるこ、2008年4月号 - xxxx年x月号）
  - 流れ星・キャン×キャンのお笑い交換日記（流れ星・キャン×キャン、2008年4月号 -xxxx年x月号 ）
  - アイスに顔を作り隊（鈴木恵子、2008年4月号 - xxxx年x月号）
  - 京本有加画伯のテキトー時代（京本有加、2008年4月号 - xxxx年x月号）
- お姉ちゃん新聞（2013年12月号 - 2014年5月号）※『お姉ちゃんが来た』アニメ情報など
- ラジ娘（こ）のニュース（小坂俊史、2014年2月号 - 2014年12月号）※目次ページに連載

### 定期的にゲスト掲載されていた主な作品
- ラブリ〜ばぶり〜（ひぐらしカンナ、2009年9月号 - 2011年12月号）※原則として3、6、9、12月号に掲載

## 映像化作品
| 作品             | 放送年          | アニメーション制作                                       | 備考                                    |
| ---------------- | --------------- | -------------------------------------------------------- | --------------------------------------- |
| オバタリアン     | 1990年（特番）  | サンライズ                                               | 他誌との並行連載                        |
| ぼのぼの         | 1995年（第1作） | グループ・タック                                         | 15分枠のショートアニメ 他誌との並行連載 |
| ぼのぼの         | 2016年（第2作） | エイケン                                                 | 8分枠のショートアニメ 他誌との並行連載  |
| だめっこどうぶつ | 2005年          | マジックバス                                             | 5分枠のショートアニメ                   |
| ポヨポヨ観察日記 | 2012年          | ダックスプロダクション スタジオディーン メビウス・トーン | 5分枠のショートアニメ                   |
| スパロウズホテル | 2013年          | HOTLINE                                                  | 5分枠のショートアニメ                   |
| お姉ちゃんが来た | 2014年          | C2C                                                      | 5分枠のショートアニメ 他誌との並行連載  |

| 作品     | 公開年          | アニメーション制作     | 備考             |
| -------- | --------------- | ---------------------- | ---------------- |
| ぼのぼの | 1993年（第1作） | グループ・タック       | 他誌との並行連載 |
| ぼのぼの | 2002年（第2作） | デジタル・フロンティア | 他誌との並行連載 |

- 本誌にて並行連載前の作品のテレビアニメ化には『リコーダーとランドセル』がある。